# کانوی لوید مورگان
کانوی لوید مورگان (انگلیسی: Conwy Lloyd Morgan) زاده ۱۸۵۲ و مرگ در۱۹۳۶م، یک جانورشناس و رفتارشناس بریتانیایی بود. از وی به خاطر ارائه فرضیه فرگشت ویژگی نوظهور و رویکرد تجربی اش در زمینه مطالعه رفتار جانوران یاد می‌شود. مطالعات وی در زمینه رفتار جانوران منجر به معرفی اصلی شد که امروز به نام قانون مورگان شناخته می‌شود. به ادعای این قانون، تا زمانی که می‌توان رفتاری را بر اساس واکنش‌های غریزی و غیر خودآگاه توضیح داد، نباید آن را نتیجه تعقل منطقی و آگاهانه دانست.